# Hazer

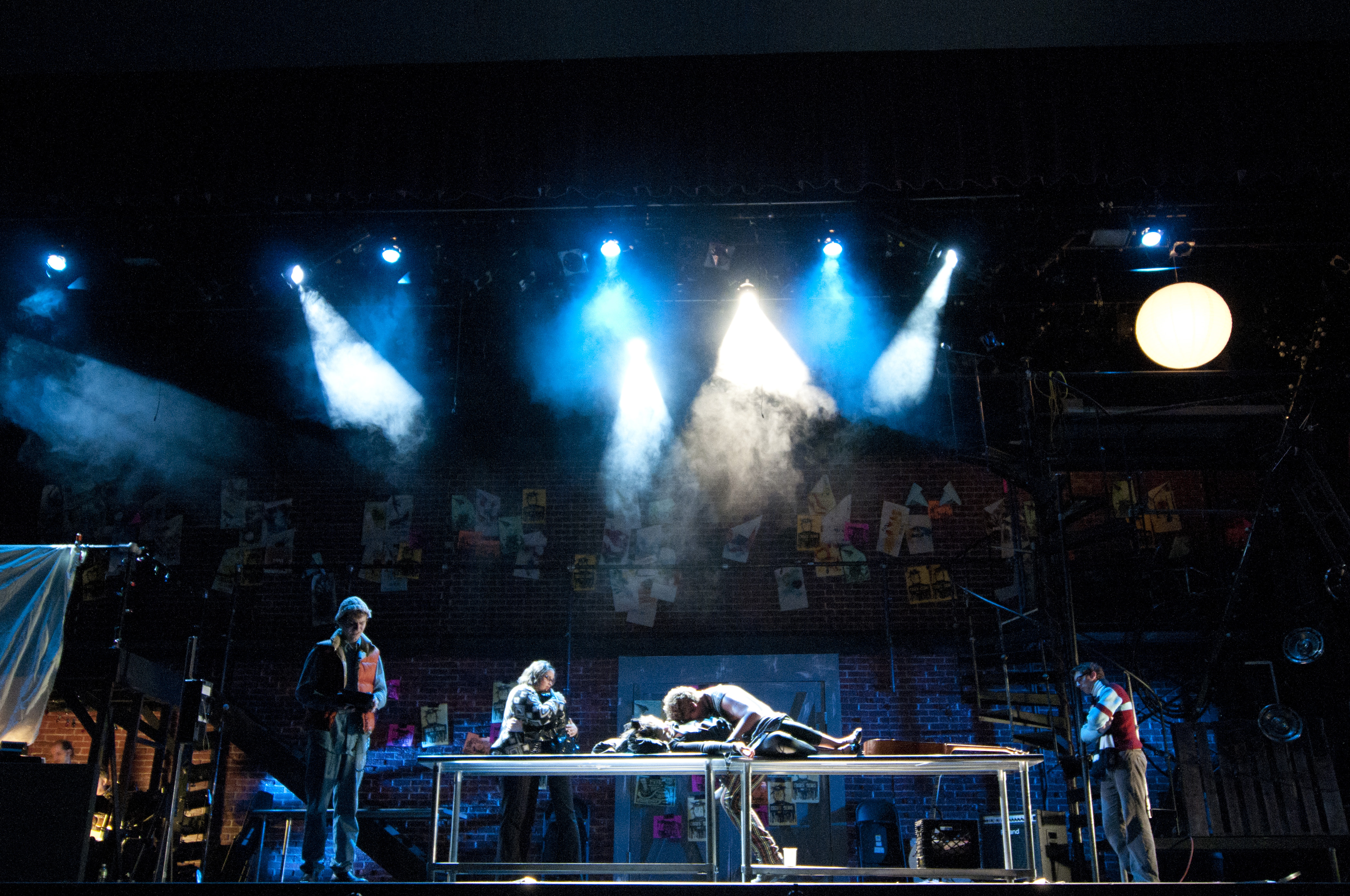
Haze může zviditelnit paprsky světla z osvětlovacích těles, aniž by zakrýval výhled na herce na jevišti.

Hazer (z angl. haze, mlha) neboli výrobník mlhy je přístroj používaný na koncertech a diskotékách pro výrobu umělé mlhy. Mlha vzniká kondenzací vody s příměsí glycerinu, která se získává ze zásobníku umístěného v hazeru. Hazer je většinou ovládán dálkově vlastním ovládáním, případně přes DMX panel. Některé nejlevnější výrobky ale takové ovládání nemají.